# Двойной поворот ключа
«Двойной поворот ключа» (фр. «À double tour») — фильм Клода Шаброля 1959 года с Бельмондо и Мадлен Робинсон. Экранизация романа Стэнли Эллина.

## Сюжет
Анри, 45-летний респектабельный человек, живёт с семьёй в старинной загородной вилле с прекрасным парком. Он имеет состояние и положение в обществе и единственное, что мешает ему быть счастливым, — это его нелюбовь к жене (Мадлен Робинсон). Это чувство превращается в ненависть, когда по соседству с ними строит домик в японском стиле молодая художница Леда, приехавшая из Японии. Познакомившись с ней, Анри теряет голову от любви и начинает тайно встречаться с ней. Однако он не может решиться оставить семью, поскольку не хочет терять своё положение. Друг Леды, Ласло Ковач (Жан-Поль Бельмондо), пытается уговорить его оставить жену ради своего счастья. Анри очень привязан к Ласло, за которого собирается замуж его дочь Элизабет, и в конце концов решается на этот шаг. Он объясняется с женой и просит у неё согласия на развод, но она угрожает разрушить его жизнь, если он уйдёт из семьи. Через некоторое время Леду находят в её доме убитой…

## В ролях
- Мадлен Робинсон — Тереза
- Антонелла Луальди — Леда
- Жан-Поль Бельмондо — Ласло Ковач
- Жак Дакмин — Анри
- Жанна Валери (фр.) — Элизабет
- Бернадетт Лафон — Жюли
- Клод Шаброль

## Награды
Венецианский кинофестиваль:
- 1959: Кубок Вольпи за лучшую женскую роль — Мадлен Робинсон[фр.]